# Erik Karma

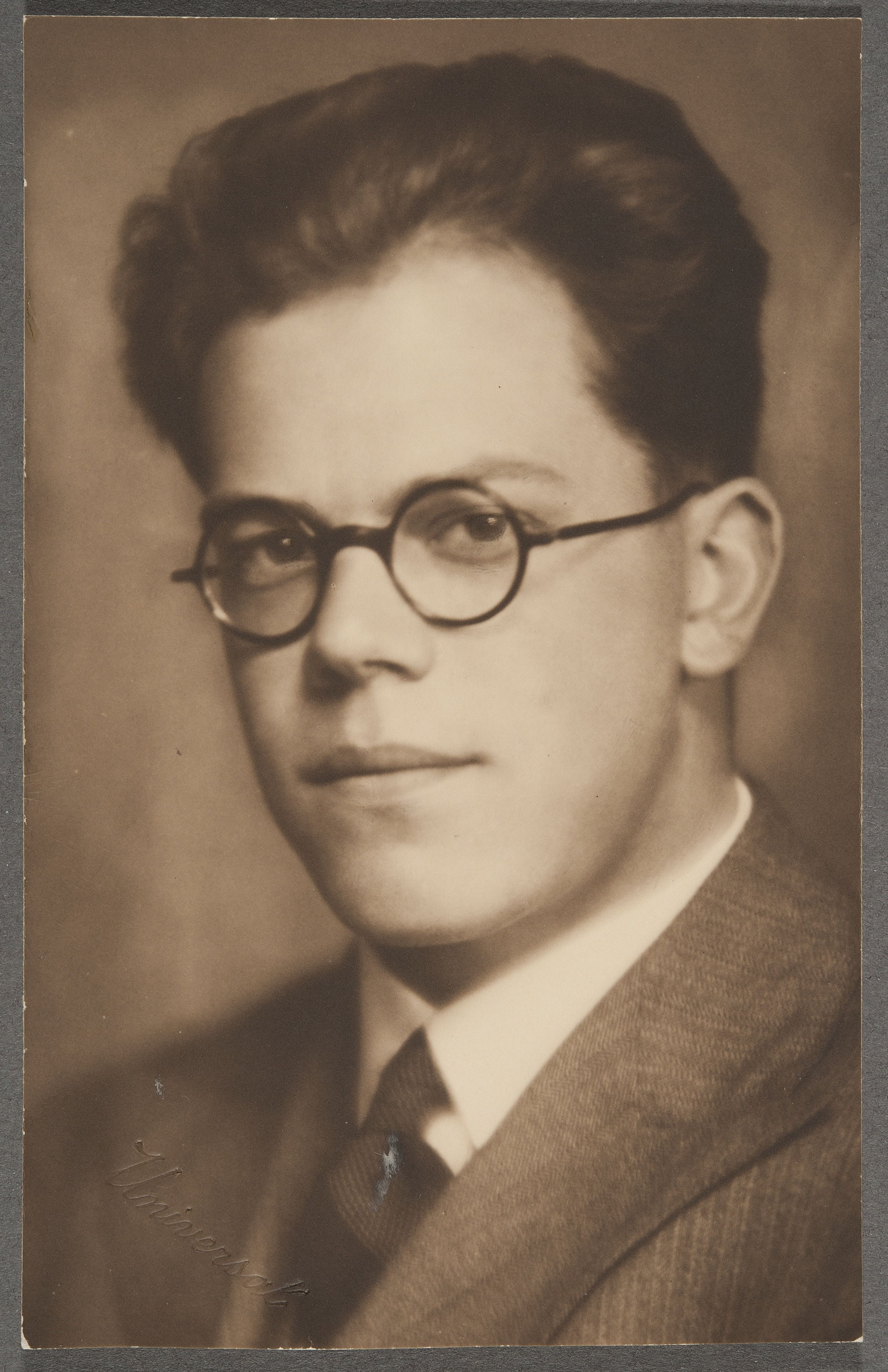
Erik Karma.

Erik Juhani Karma (till 1932 Gustafson), född 20 januari 1909 i Kuopio, död 25 mars 1982, var en finländsk musiker. 
Karma, som var son telegraftekniker John Anders Gustafson och Helga Anna Nymark, studerade vid Sibelius-Akademin (Helsingfors konservatorium) 1927–1934 samt företog studieresor till Paris 1938–1939 och till Italien 1959. Han var andre violinist vid Radio-orkestern 1929–1935 och soloaltviolinist från 1935. Han var medlem av Helsingfors kammarorkester 1954, Sibeliuskvartetten 1934, kammarensemblen Pro Musica 1960 samt företog konsertresor i hem- och utlandet. Han tilldelades Pro Finlandia-medaljen 1960.